# Antoine Bohier Du Prat

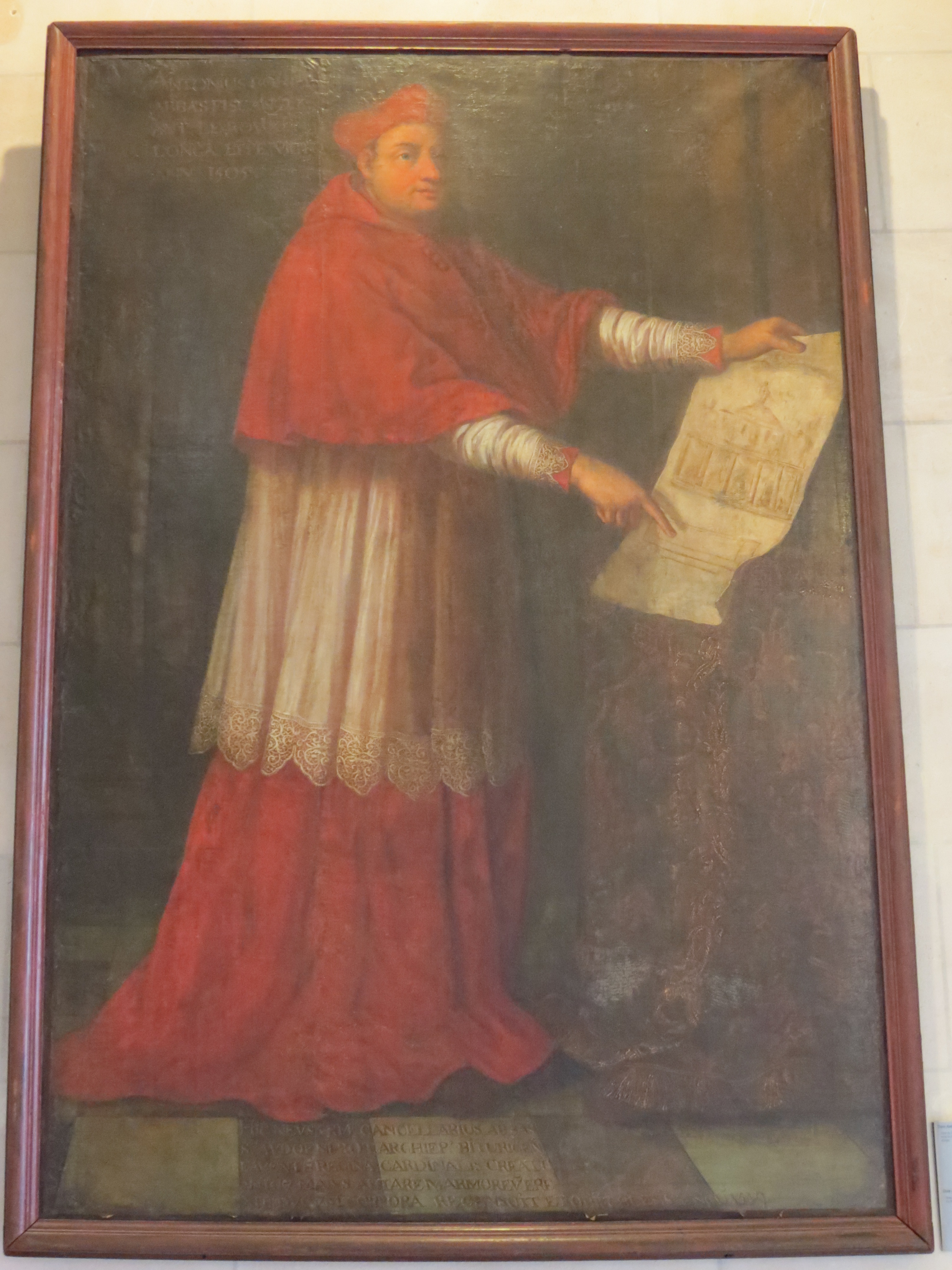
Kardinal Du Prat

Antoine Bohier Du Prat OSB (* um 1460 in Issoire, Auvergne, Frankreich; † 27. November 1519 in Blois) war ein französischer Geistlicher, Bischof und Kardinal der Römischen Kirche.

## Leben

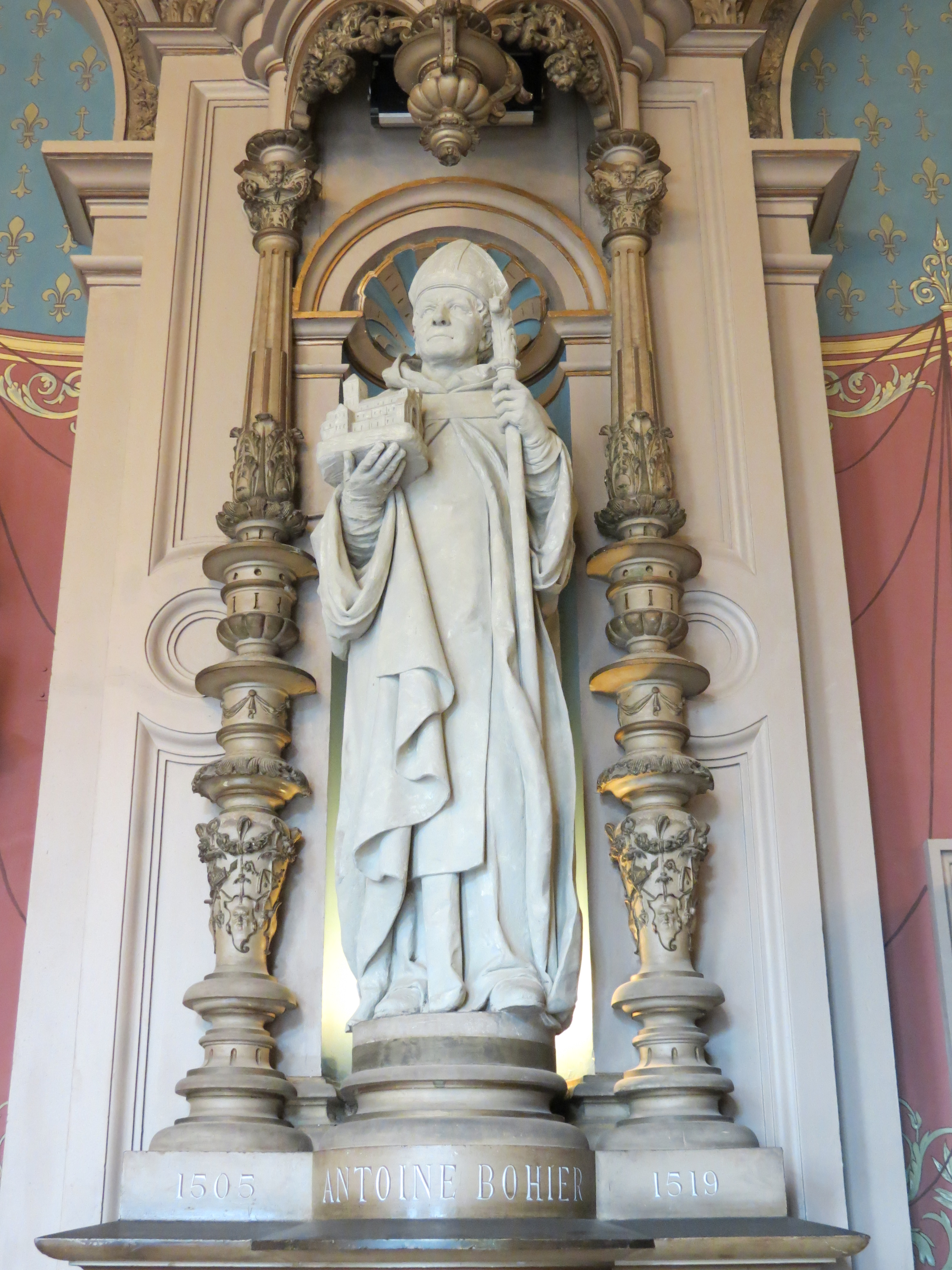
Antoine Bohier als 29. Abt von Fecamp (Epitaph)

In seiner Jugend trat Du Prat in die Benediktiner-Abtei Fécamp ein, wo er 1509 Abt wurde. Ein weiteres Abbatiat bekleidete er in der Abtei St-Ouen in Rouen. Zudem hatte er die Funktion des Präsidenten des Parlementes der Normandie inne.
Am 13. November 1514 wurde er auf Geheiß der Königinmutter Luise von Savoyen von Franz I. zum Erzbischof von Bourges ernannt und wohl noch 1514 zum Bischof geweiht. Ihm wurde der Dispens gewährt, anstelle seines benediktinischen Ordenshabit den Ornat eines weltlichen Bischofs zu tragen.
Papst Leo X. erhob ihn im Konsistorium vom 1. April 1517 zum Kardinal und ernannte ihn am 25. Mai 1517 zum Kardinalpriester der Titelkirche Sant’Anastasia.
Antoine Bohier Du Prat starb zwei Jahre später in Blois, wo sich zu jener Zeit der königliche Hof aufhielt. Er wurde in der Kathedrale von Bourges beigesetzt.